# Ataloco
Ataloco (fl. VI secolo) è stato un vescovo ariano visigoto, di Narbona ai tempi del III Concilio di Toledo nel 589.
Fu il metropolita di questa provincia in parallelo alla gerarchia cattolica.

## Storia
All'inizio del 589 Recaredo I mandò notizia della propria conversione al cattolicesimo a Settimania, dove diede vita ad una ribellione ariana guidata da due notabili conti, Granista e Vildigerno, e del vescovo Ataloco. I ribelli tentarono di detronizzare Reccaredo e la fede Cattolica e, per raggiungere questo fine, chiesero l'aiuto del cattolico re dei Burgundi (Franchi), Gontrano. L'esercito dei Franchi guidato da Boso venne distrutto da Claudio. Molti cattolici morirono nel corso delle ribellione. Ataloco, comunque, non venne deposto e morì di morte naturale. Restò fedele all'arianesimo, non convertendosi mai al cattolicesimo.